# Triumph 10/20
La 10/20 è un'autovettura prodotta dalla Triumph dal 1923 al 1926. È stato il primo modello di automobile assemblato dalla casa automobilistica britannica.

## Storia
Il nome "10/20" richiamava i 10 cavalli fiscali assegnati al modello dalla Royal Automobile Club ed i circa 20 CV di potenza erogati dal suo motore.
Il design della 10/20 era frutto del lavoro di Arthur Alderson, che fu coadiuvato da Alan Lea e Arthur Sykes. La Triumph pagò poi a loro le royalty per ogni esemplare venduto.
La 10/20 era dotata di un motore a quattro cilindri in linea a valvole laterali da 1.393 cm³ di cilindrata. Questo propulsore fu progettato da Harry Ricardo, ed aveva installato un singolo carburatore Zenith. Il motore produceva 23,5 bhp a 3.000 giri al minuto di potenza, che permetteva alla vettura di raggiungere gli 84 km/h di velocità massima. Il consumo medio di carburante era invece 7,1 L/100 km. Il cambio manuale a quattro rapporti, dotato di una corta leva, era montato centralmente.
Al momento del lancio, la 10/20 era disponibile solo in versione torpedo due porte e due posti. Era prevista l'installazione di un posto della suocera, il cui sedile non era realizzato dalla Triumph, bensì da un'azienda esterna, la Regent Carriage Company. Questo corpo vettura era in acciaio. Poco dopo, fu aggiunta alla gamma la versione torpedo quattro posti, che aveva la carrozzeria in alluminio. Nel 1924 fu invece introdotta la berlina quattro porte. Quest'ultima fu la prima vettura britannica prodotta in serie ad aver installato i freni idraulici, anche se erano montati solo sulle ruote posteriori.
Il prezzo di vendita era compreso tra le 430 e le 460 sterline, e quindi all'epoca la 10/20 era modello piuttosto costoso. Infatti, ad esempio, la Wolseley Ten costava 250 sterline.